# District XIX van Boedapest
District XIX of Kispest (Duits: Klein-Pest) is een binnenstadsdistrict van Boedapest.

## Wijken
- Kispest
- Wekerletelep

## Geschiedenis
De nederzetting Colonie-Klein-Pest is gebouwd in 1869.
In 1871 werd de plaats een zelfstandige gemeente met de naam Kispest.
In 1908 initieerde premier Sándor Wekerle de bouw van de naar hem vernoemde tuinstad, Wekerletelep.
Op 15 november 1921 kreeg de gemeente stadsrechten (rendezett tanácsú város).
In 1943 en 1944 veroorzaakten gebiedsbombardementen ernstige schade.
Kispest en Wekerletelep werden in januari 1950 in Boedapest opgenomen en vormden samen het 19e district van de hoofdstad.

## Bezienswaardigheden

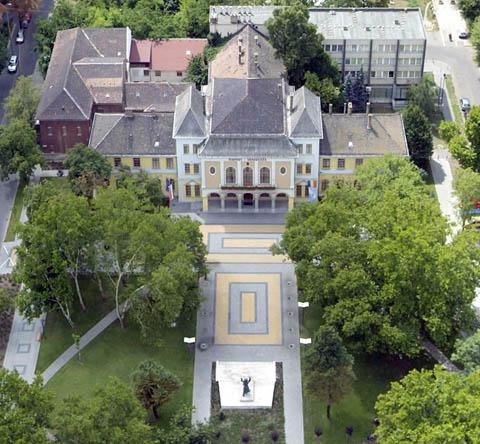
Városház tér
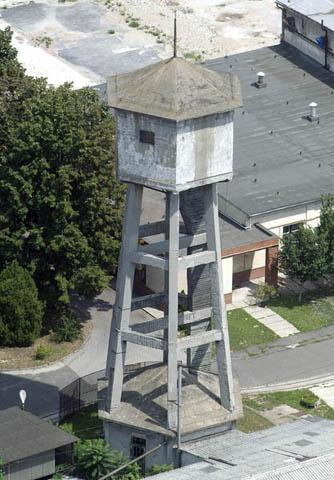
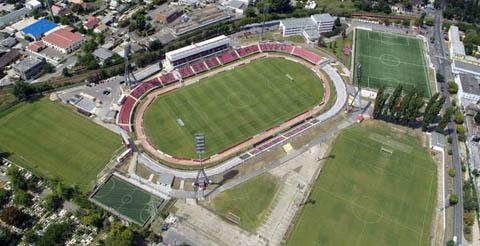
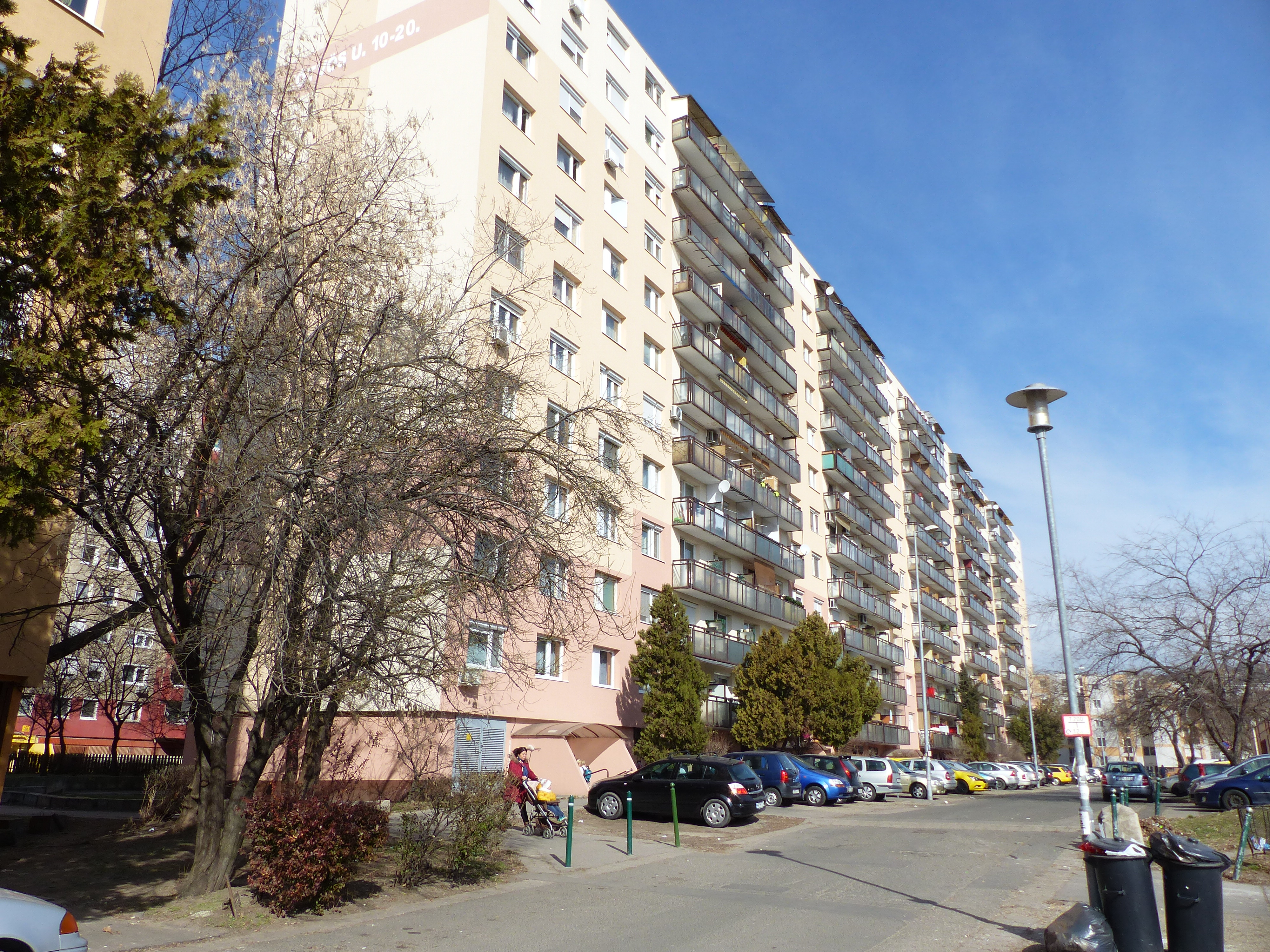
Eötvös utca
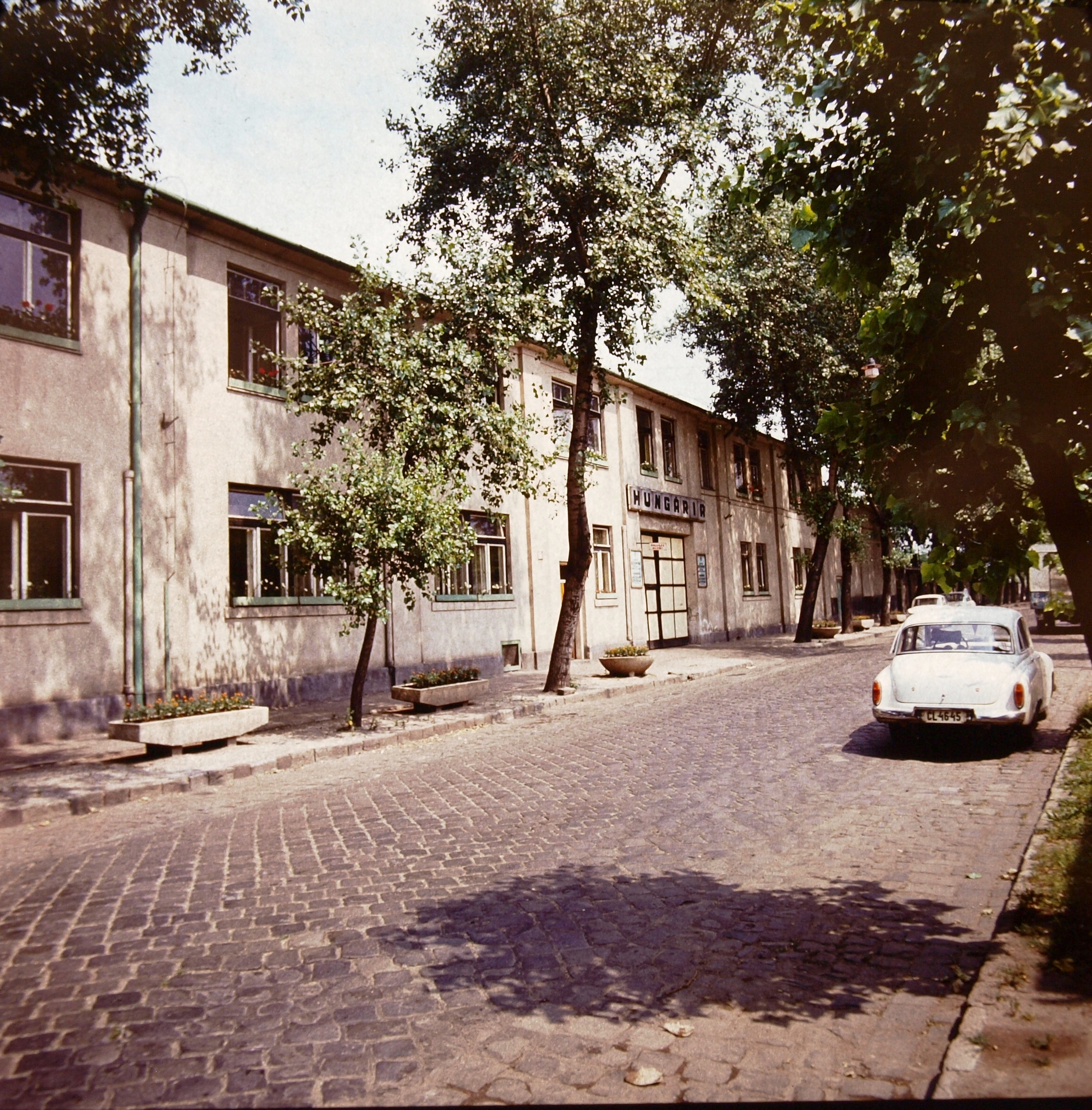
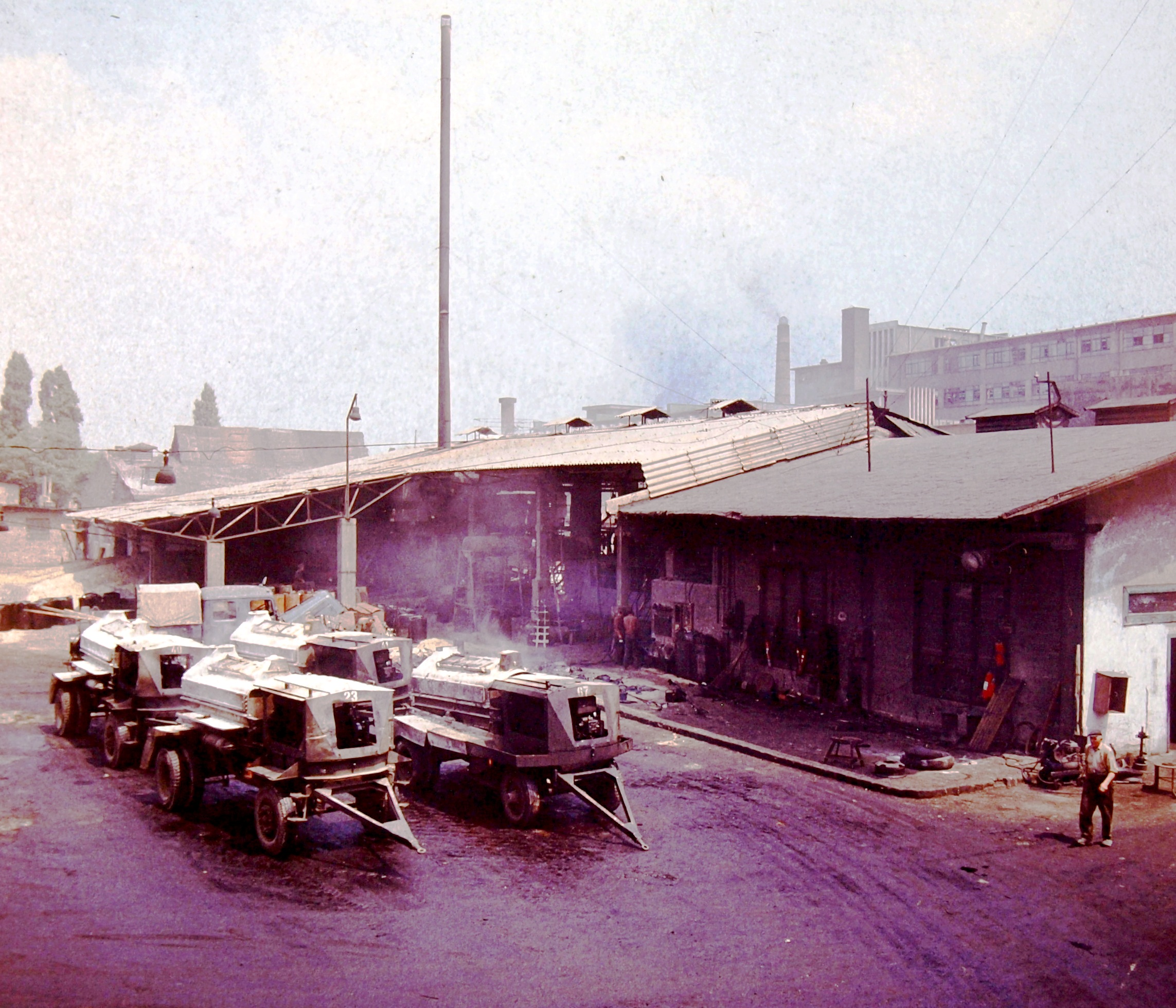
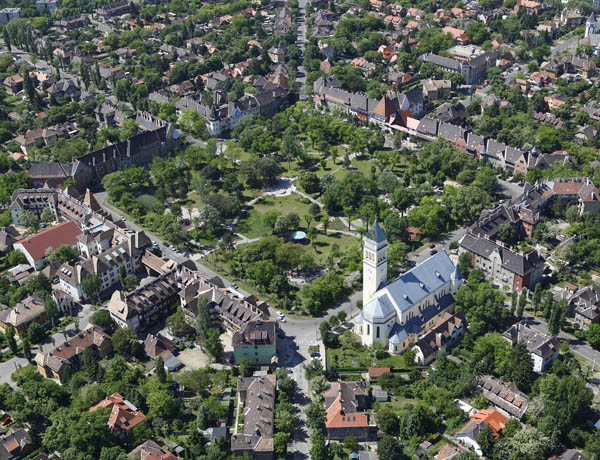
Wekerletelep
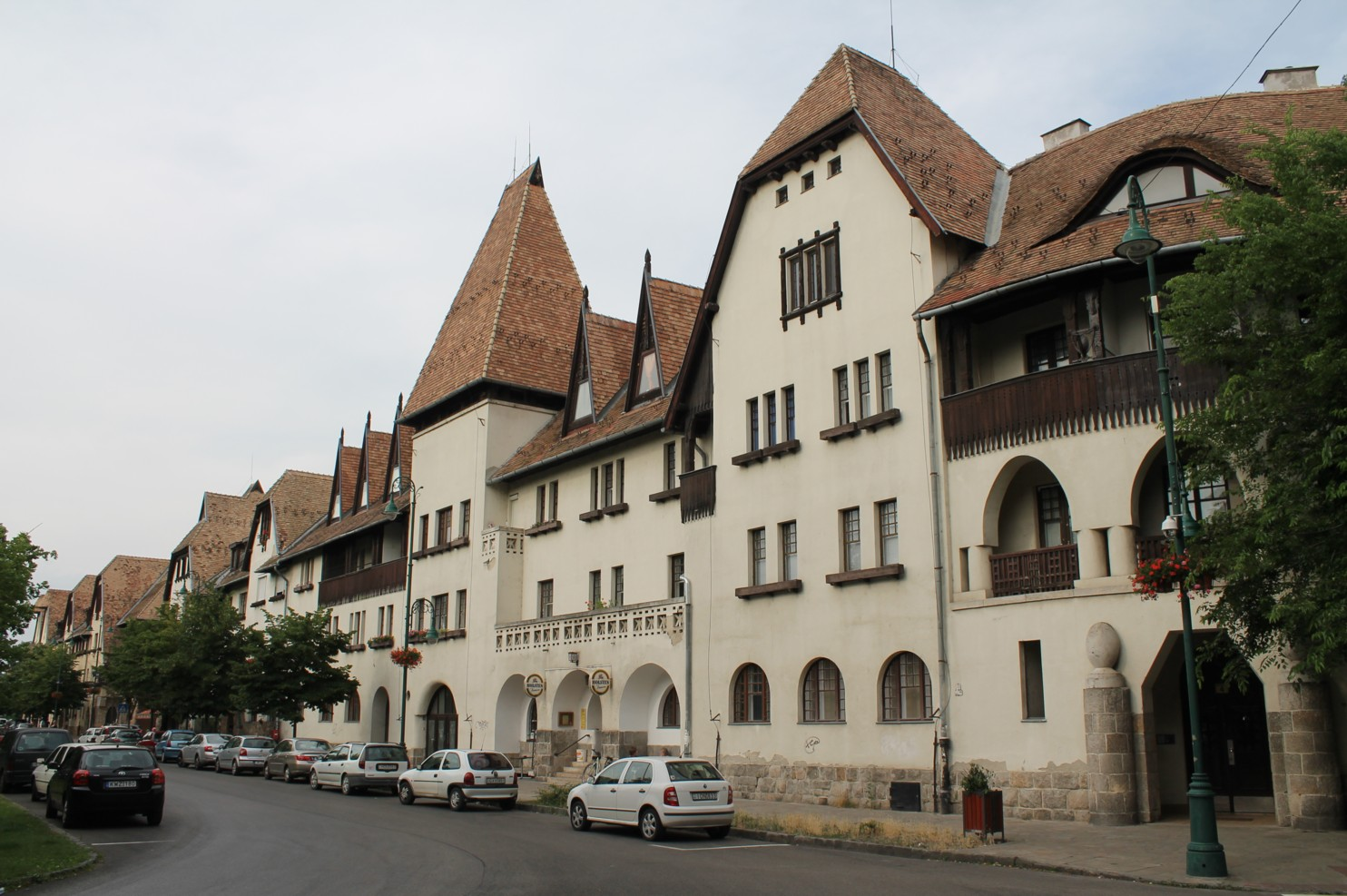
Wekerletelep
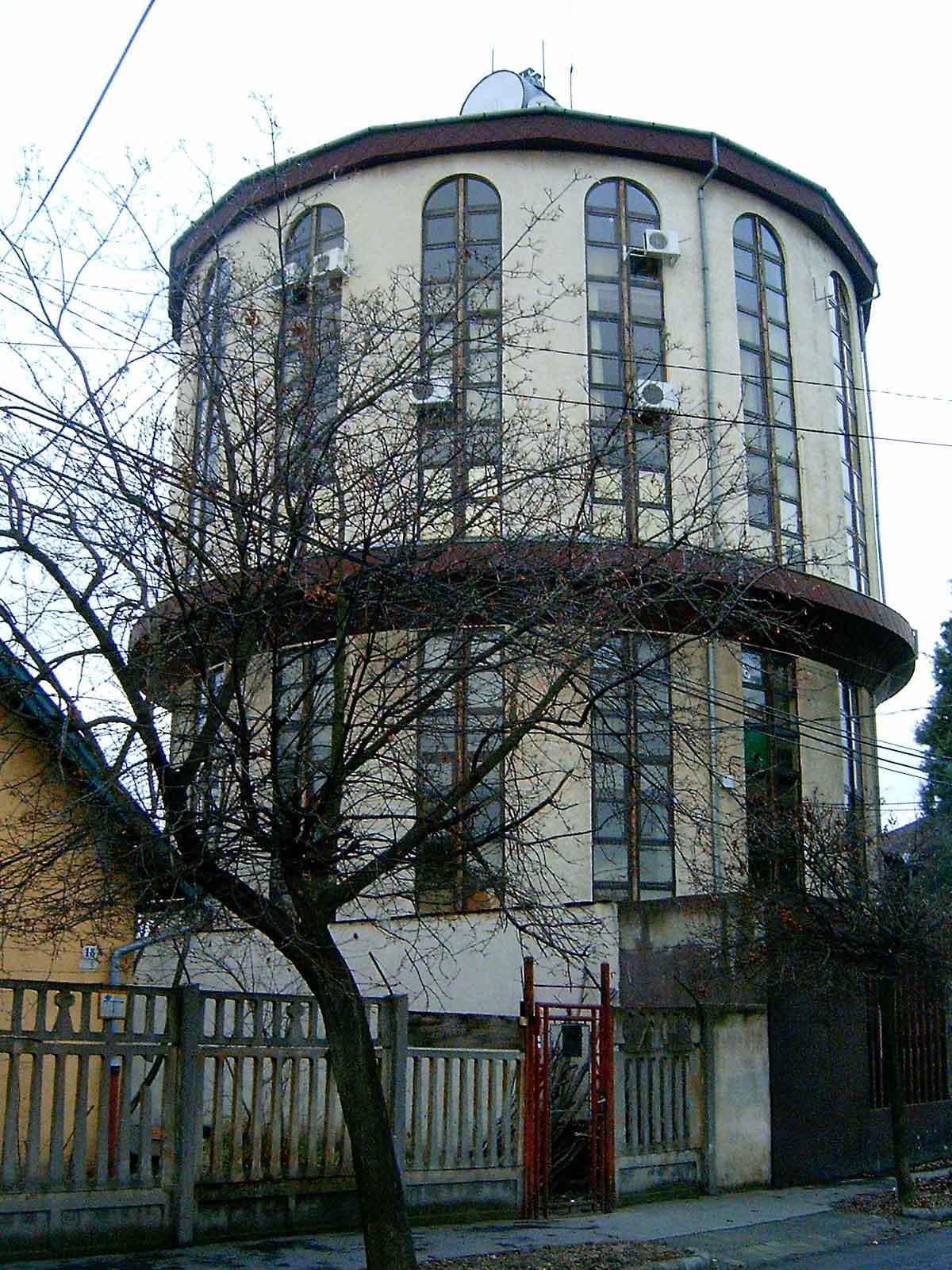
Watertoren (2007)
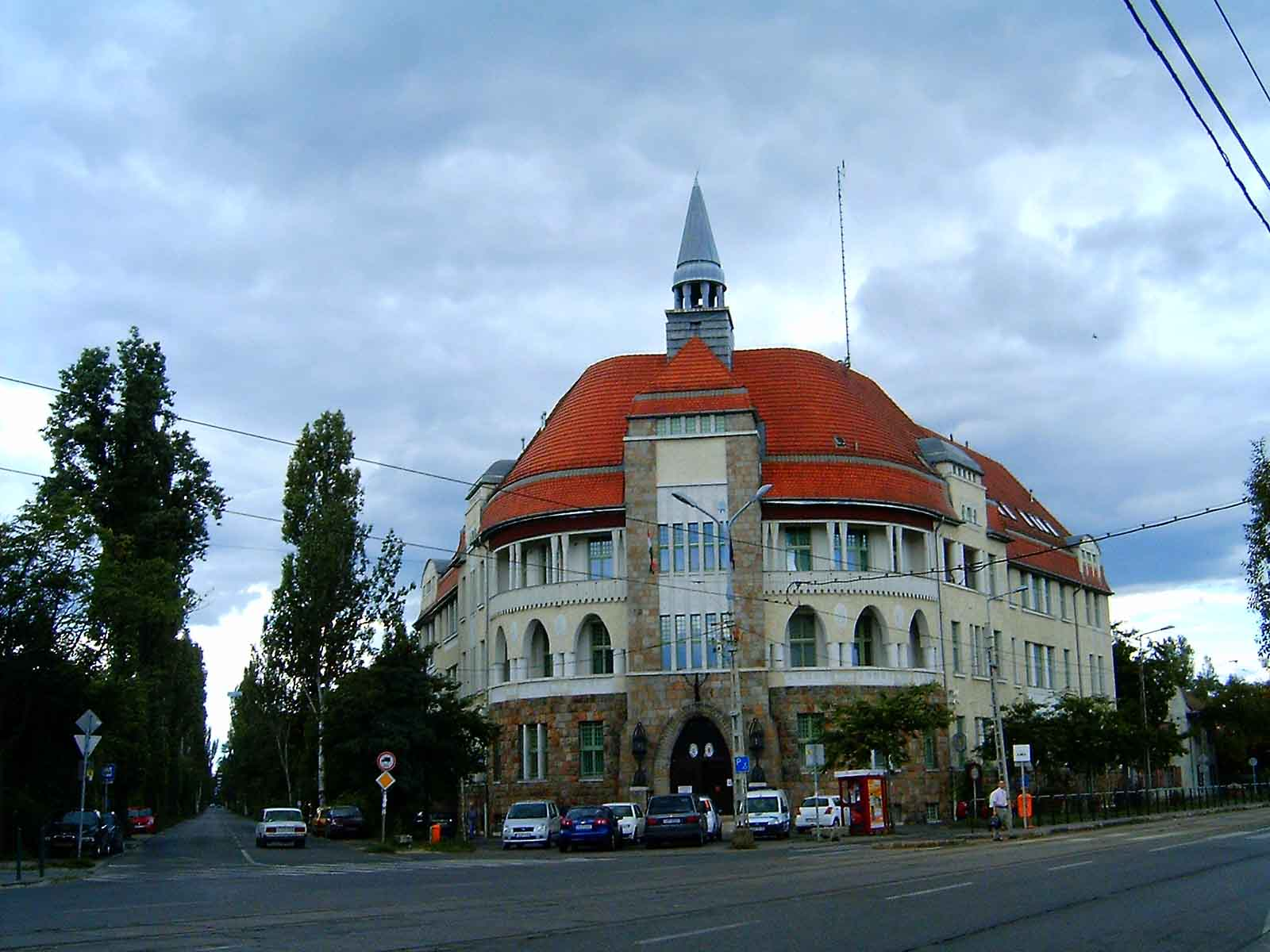
politie (2008)
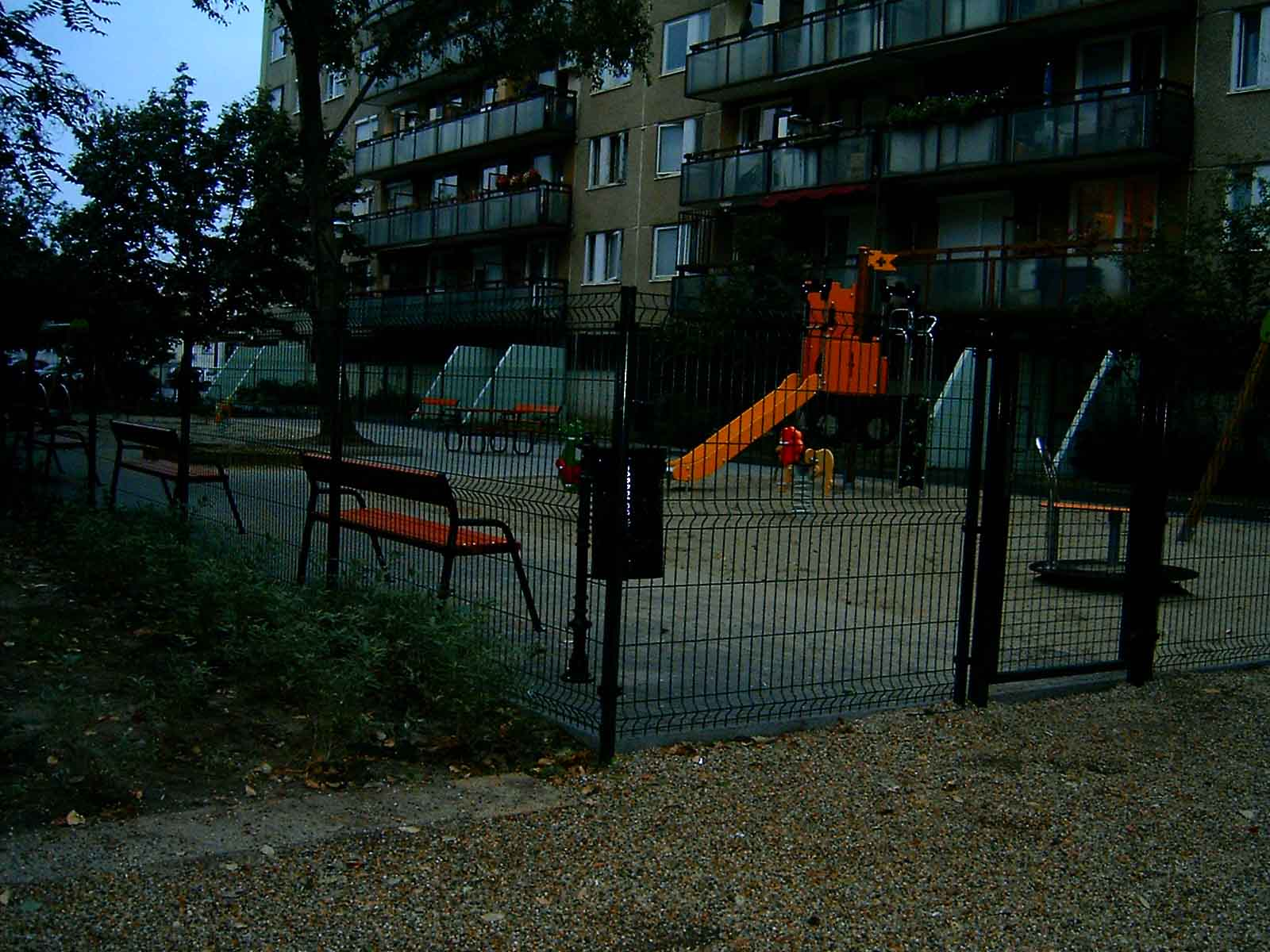
speelplaats (2008)
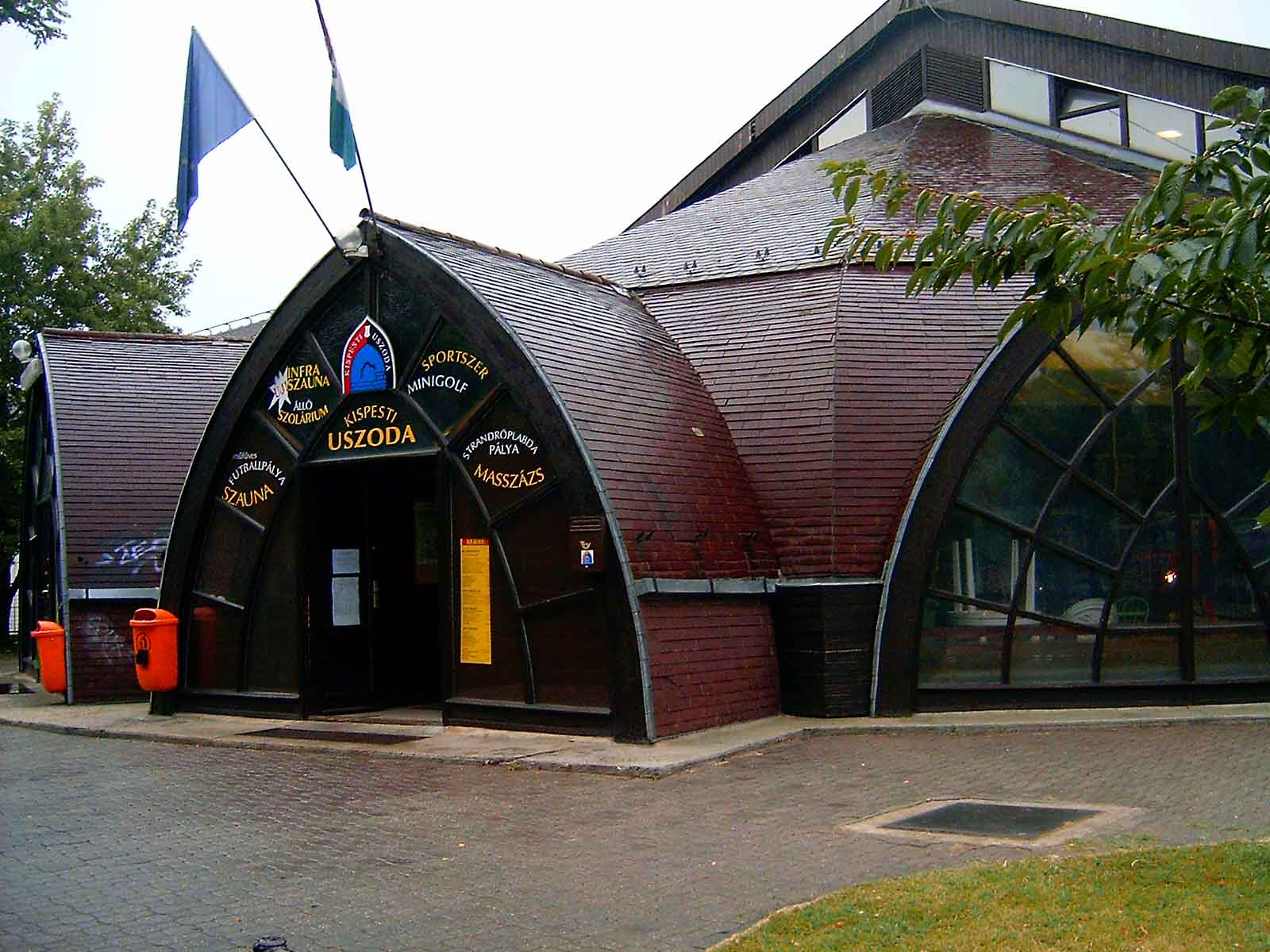
zwembad (2008)
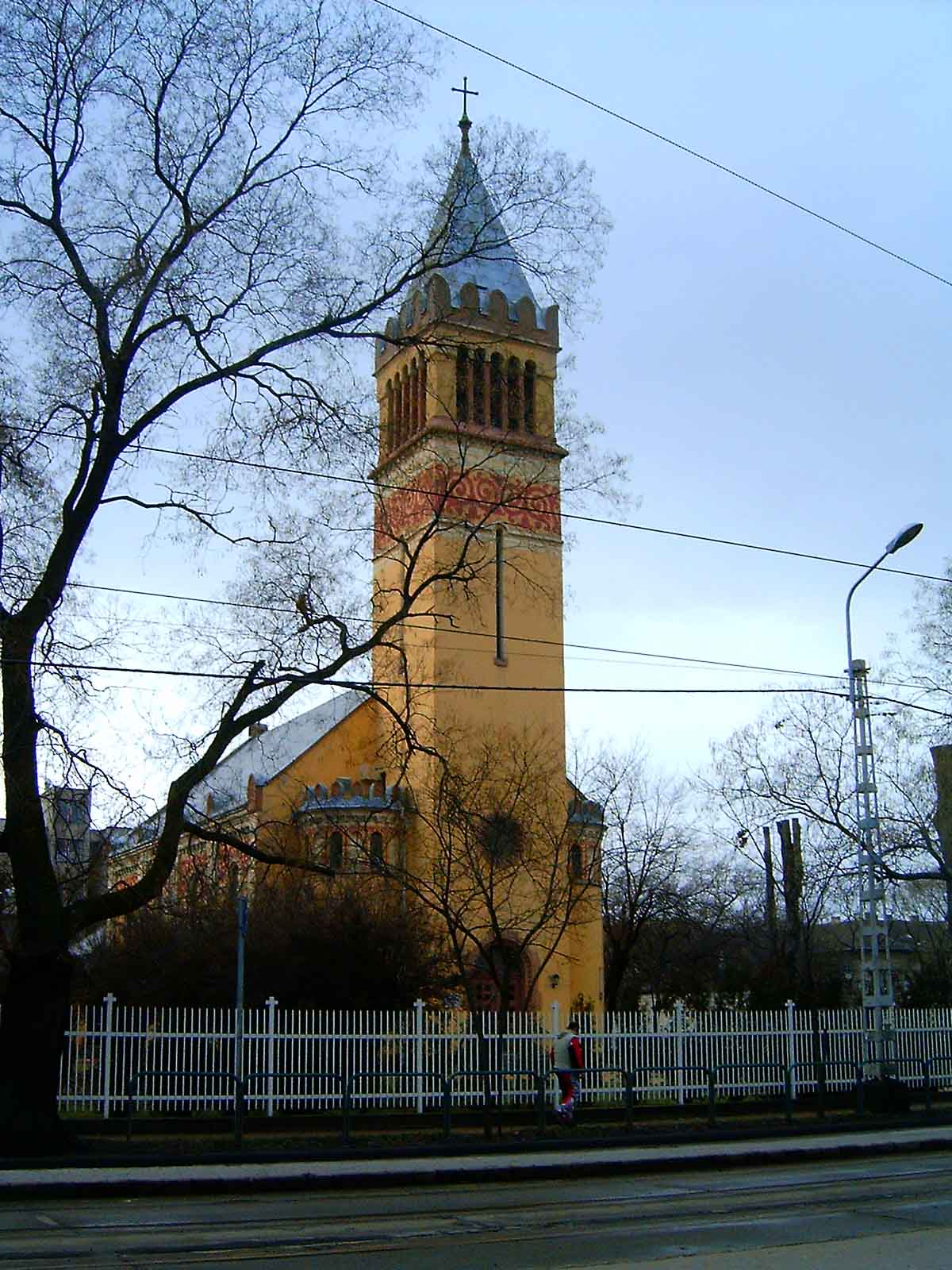
lutherse kerk (2008)
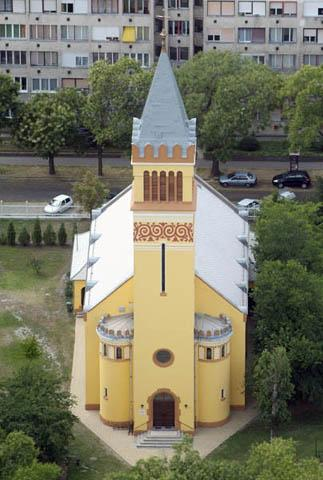
lutherse kerk
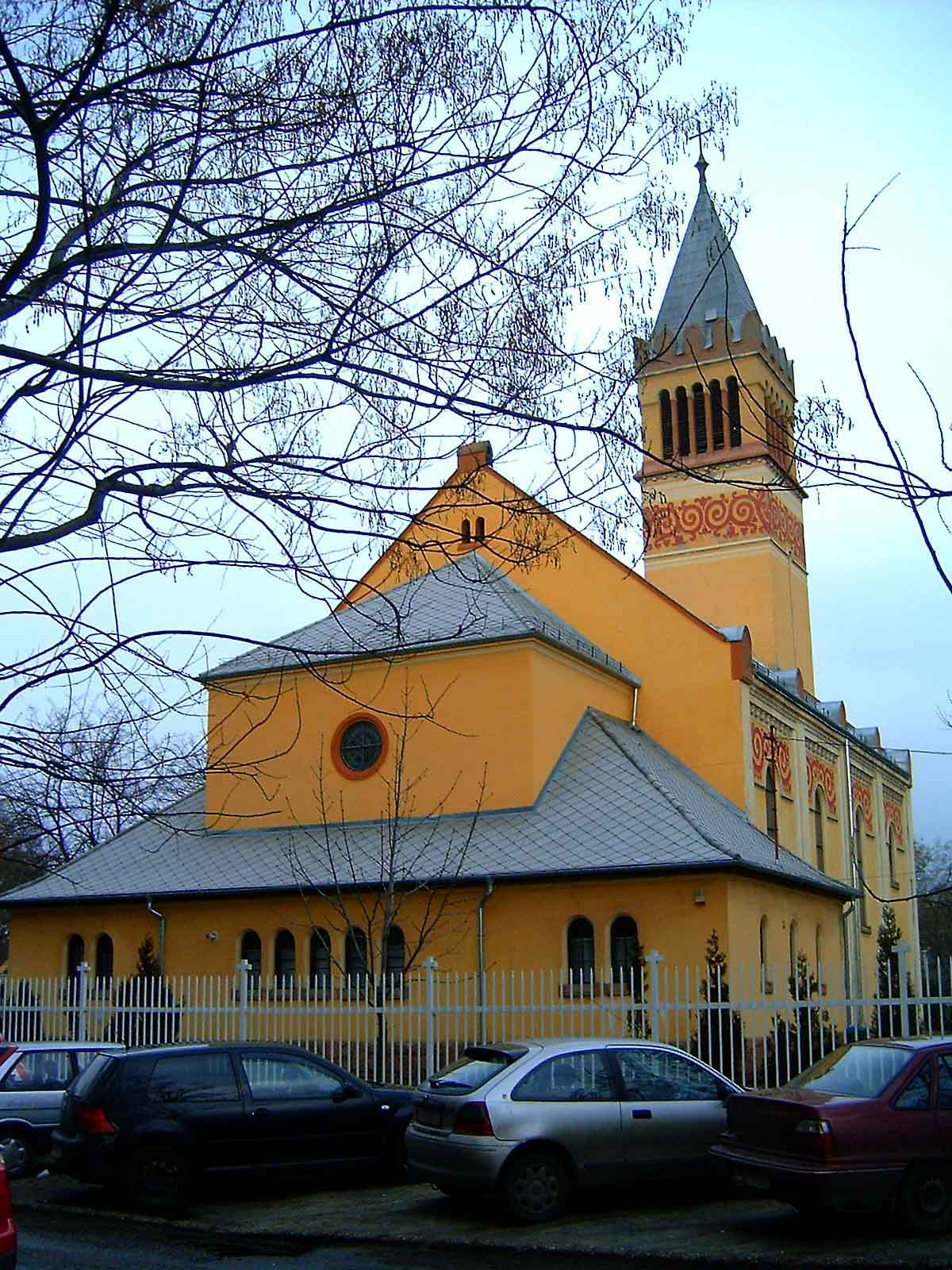
lutherse kerk
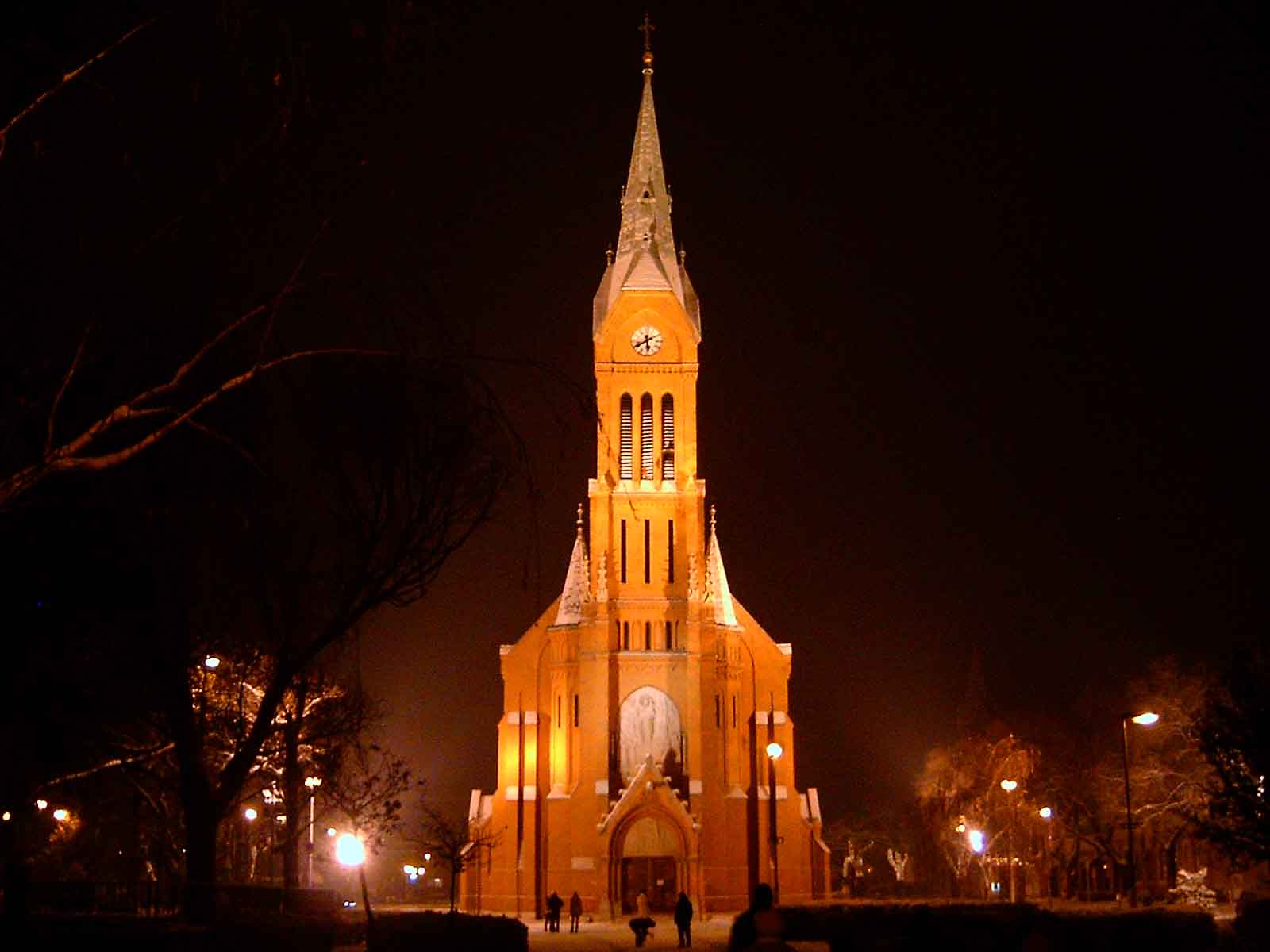
katholieke kerk Nagyboldogasszony (2007)
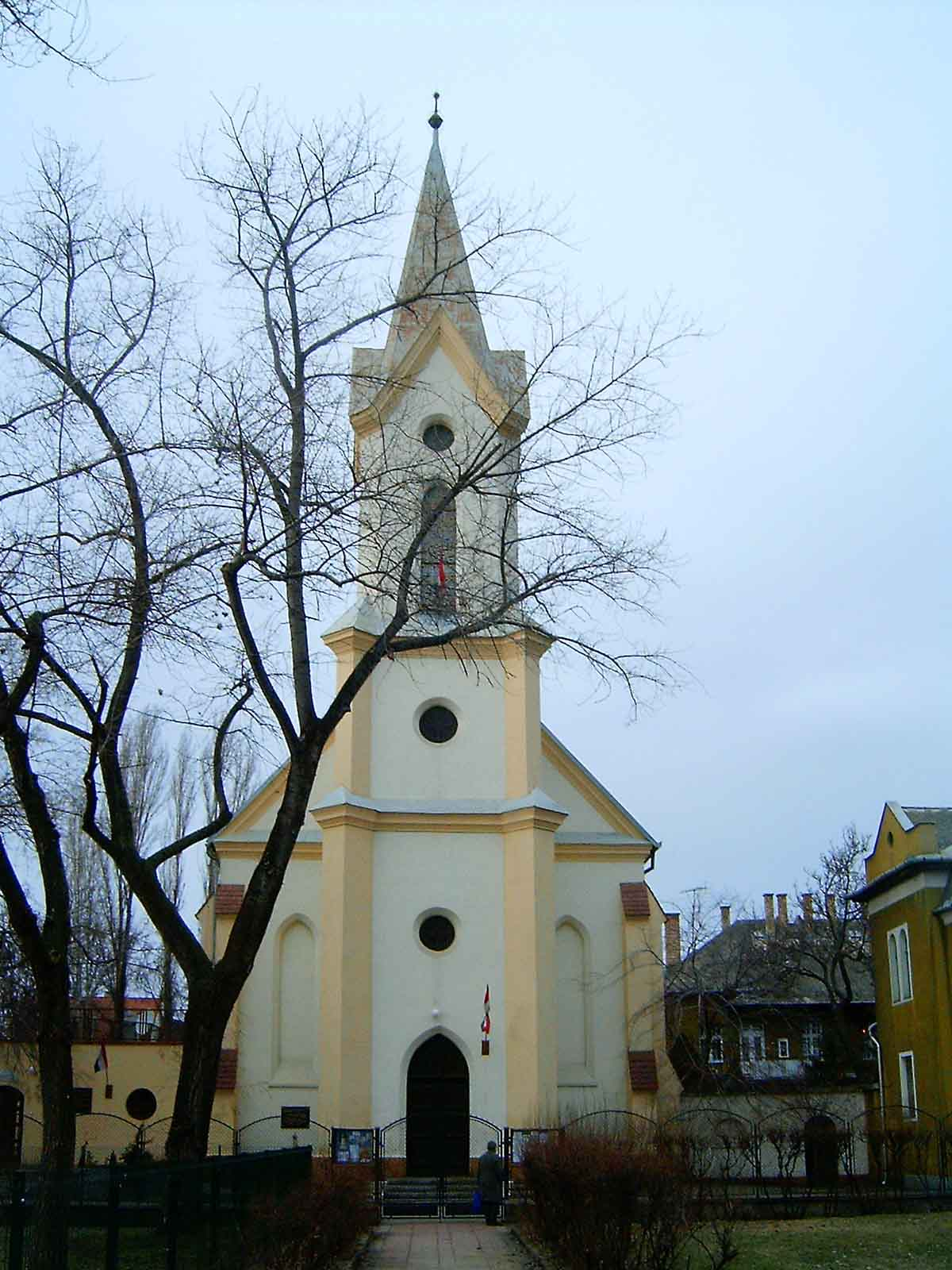
gereformeerde kerk (2007)
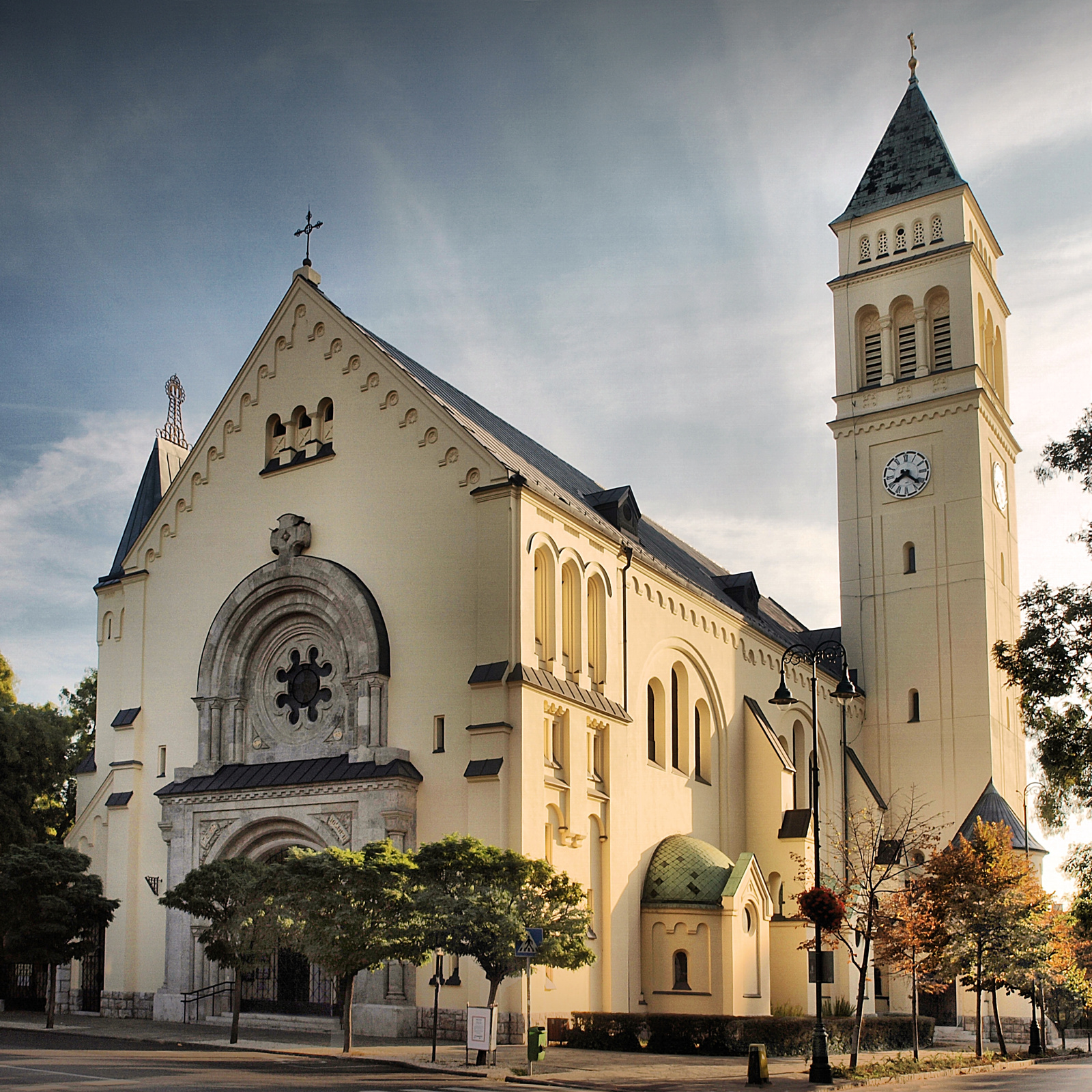
Sankt-Joseph-kerk in Wekerletelep

## Sport
Budapest Honvéd FC is de professionele voetbalclub van Kispest.

## Partnerschappen
- Krzeszowice, Polen
- Smoljan, Bulgarije
- Vrbovec, Kroatië
- Sombor, Servië
- Pendik, Turkije
- Tășnad, Roemenië, Erdély